# Aeroporto Internazionale di Chicago-O'Hare
L'Aeroporto Internazionale Chicago-O'Hare (IATA: ORD, ICAO: KORD), in inglese O'Hare International Aiport, o più semplicemente O'Hare, è il principale aeroporto internazionale al servizio della città di Chicago, in Illinois. È situato a circa 27 km dal Loop di Chicago e più di 214 destinazioni non-stop per il Nord America, il Sud America, i Caraibi, l'Europa, l'Africa, l'Asia, il Medio Oriente e l'Oceania. 
È hub di United e di American Airlines, nonché focus city di Spirit Airlines. Con circa 68 milioni di passeggeri all'anno è il quarto aeroporto più trafficato degli Stati Uniti e del mondo.

## Storia

### Costruzione
L'aeroporto è stato costruito tra il 1942 e il 1943 durante la seconda guerra mondiale, ed è nato come un impianto di produzione di Douglas C-54. Il sito della costruzione, una piccola comunità di campagna chiamata Orchard Place, fu scelto per la sua vicinanza alla città e ai mezzi di trasporto. Durante il secondo conflitto mondiale Chicago era la seconda città più popolosa degli Stati Uniti d'America e la fabbrica, grande circa 180.000 m², doveva essere facilmente raggiungibile dalla grande massa di forza lavoro.
Il contratto della Douglas si concluse nel 1945 e benché ci fossero piani per la costruzione di aerei commerciali, l'azienda preferì concentrare la produzione sulla costa occidentale. Dopo la chiusura della fabbrica Douglas, l'aeroporto prese il nome di Orchard Field Airport, da cui derivano le lettere ORD del codice IATA dell'aeroporto.
Nel 1945 l'impianto fu scelto dalla città di Chicago come sede di un impianto per soddisfare le esigenze di trasporto aereo future. Matthew Laflin Rockwell (1915-1988), all'epoca direttore della pianificazione del US Army Corps of Engineers, fu nominato responsabile della selezione dei siti e della progettazione dell'aeroporto. Rockwell era il pronipote di Matthew Laflin, un importante pioniere della città di Chicago. Nel 1949 l'aeroporto venne rinominato "O'Hare International Airport", in onore di Edward O'Hare (1914-1943), il primo aviatore Americano ad aver ricevuto la Medal of Honor.

### Sviluppo commerciale
All'inizio degli anni cinquanta l'aeroporto internazionale Chicago Midway, all'epoca l'aeroporto principale di Chicago, era diventato troppo affollato e nonostante diverse espansioni della struttura,  non poteva più gestire la nuova generazione di aerei. La città di Chicago e la FAA iniziarono allora a sviluppare l'aeroporto O'Hare per renderlo il principale aeroporto di Chicago.
Nel 1953, mentre volava diretto ad uno show aeronautico alla stazione militare aeronautica di Glenview (Illinois), il luogotenente Harding Macknight, pilota dei Blue Angels, il si ritrovò costretto a fare un atterraggio d'emergenza alla base di Glenview. Il luogotenente "Whitney" Feightner, in viaggio con lui su un altro jet, fu reindirizzato per l'atterraggio all'aeroporto O'Hare. La pista era stata appena completata ed era stata coperta con cesti della frutta per evitare atterraggi fino a quando non fosse stata ufficialmente inaugurata. A Feightner fu detto di ignorare i cestini e atterrò sulla nuova pista. Il jet di Feightner diventò quindi il primo aereo ad atterrare sulla nuova pista dell'aeroporto O'Hare.
I voli passeggeri iniziarono ad essere operati nel 1955 e dall'anno successivo l'aeroporto iniziò ad essere servito da American Airlines, BOAC, Braniff International Airways, Capital, Delta, Eastern, North Central, Pan Am, TWA e United.

## Strategia
Oggi l'aeroporto O'Hare è l'hub principale per la compagnia aerea United Airlines, che ha la sua sede legale proprio nel centro di Chicago, ed è anche il secondo hub principale per la American Airlines.
Nel 2011, l'aeroporto ha movimentato 878.798. aerei, una media di 2.407 al giorno. Nel 2010 il 63% voli erano voli di linea commerciali, il 36,2% taxi aereo, lo 0,8% aviazione generale mentre non si sono registrati voli di tipo militare. Alla luce di questi dati l'aeroporto O'Hare è dunque il secondo aeroporto più trafficato del mondo dopo l'Aeroporto di Atlanta-Hartsfield-Jackson.
L'aeroporto O'Hare è stato votato come miglior aeroporto nel Nord America per ben 10 anni consecutivi dai lettori di una rivista statunitense dedicata ai viaggi: Business Traveler Magazine (negli anni 1998-2003) e dalla rivista Global Traveler Magazine per gli anni 2004-2007.

## Terminal
L'aeroporto consiste di 4 terminal, per un totale di 192 varchi.

### Terminal 1

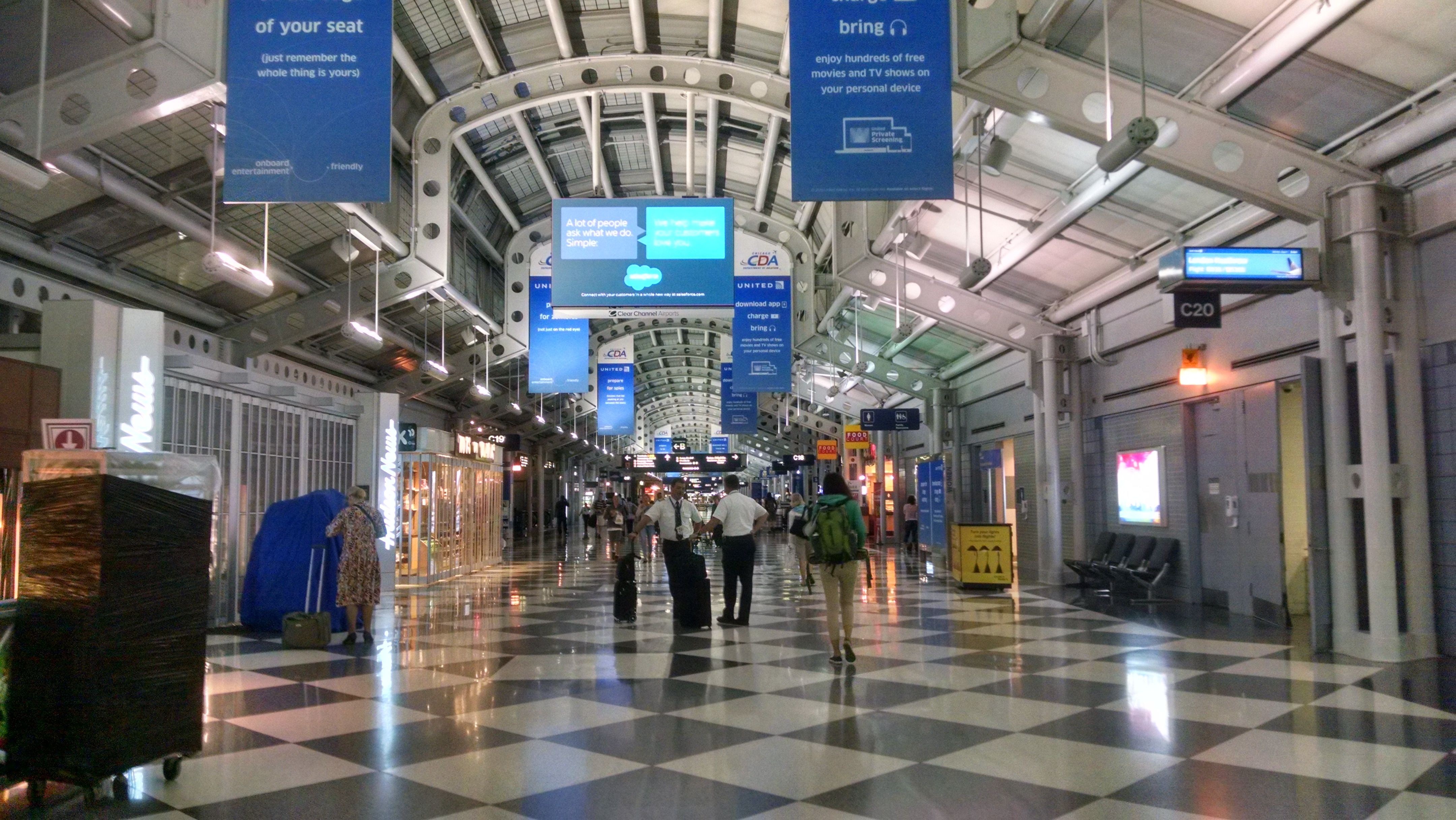
Terminal 1

Il Terminal 1 ospita l'hub della United Airlines e le partenze per alcuni dei suoi partner della Star Alliance. Lufthansa e altre compagnie aeree della Star Alliance operano partenze internazionali dal Terminal 1. Tuttavia il Terminal 1 è privo di assistenza doganale: tutti gli arrivi internazionali (United Airlines e Star Alliance), ad eccezione dei voli con partenze da aeroporti che permettono il pre-clearing, arrivano al Terminal 5. Successivamente gli aerei sono spostati al Terminal 1 per le partenze. Il terminal dispone di 53 gate ripartiti su due atrii:
- Atrio B - 23 gate
- Atrio C - 30 gate

L'atrio B e l'atrio C sono lineari e tra loro paralleli. Il passeggeri possono transitare tra i due atri attraverso un tunnel pedonale fornito di passerella, dove possono godersi uno spettacolo di luci al neon e ascoltare una versione della Rapsodia in Blue di Gershwin (musica-tema della United Airlines).

### Terminal 2
Il Terminal 2 è dedicato ai voli della US Airways, Delta Air Lines e della Air Canada. La United Express opera alcuni voli dal Terminal 2, ma il check-in per questi voli viene effettuato al Terminal 1. Il Terminal 2 ha 38 gate e due atrii:
- Atrio E - 16 gate
- Atrio F - 22 gate

La United Airlines ha un suo United Club nell'atrio F, mentre la Delta ha il suo SkyClub nell'atrio E. La United Continental Holdings, compagnia madre della United Airlines, sta progettando una modernizzazione delle sue strutture nel terminal.

### Terminal 3
Il Terminal 3 ospita l'hub di American Airlines, le partenze di alcuni voli delle compagnie membri di Oneworld e di altre compagnie low-cost americane. Il terminal ha 80 gate ripartiti su 4 atrii:
- Atrio G - 26 gate
- Atrio H - 21 gate
- Atrio K - 22 gate
- Atrio L - 11 gate

L'atrio G ospita principalmente voli operati da American Eagle, l'atrio H e l'atrio K ospita voli operati da American Airlines, mentre l'atrio L ospita partenze di voli low-cost.

### Terminal 5 (Terminal Internazionale)
Tutti gli arrivi internazionali dell'aeroporto O'Hare (esclusi i voli da destinazioni che permettono il pre-clearing) atterrano al Terminal 5, che gestisce la maggior parte dei voli di compagnie non americani e di alcune compagnie low-cost americane. Il Terminal 5 ha 21 gate e un atrio (l'Atrio M).
Il Terminal 5 ospita le lounge di diverse compagnie aeree tra cui: Aer Lingus, Air France, Alitalia, Turkish,  British Airways, Korean Air, SAS e Swiss.

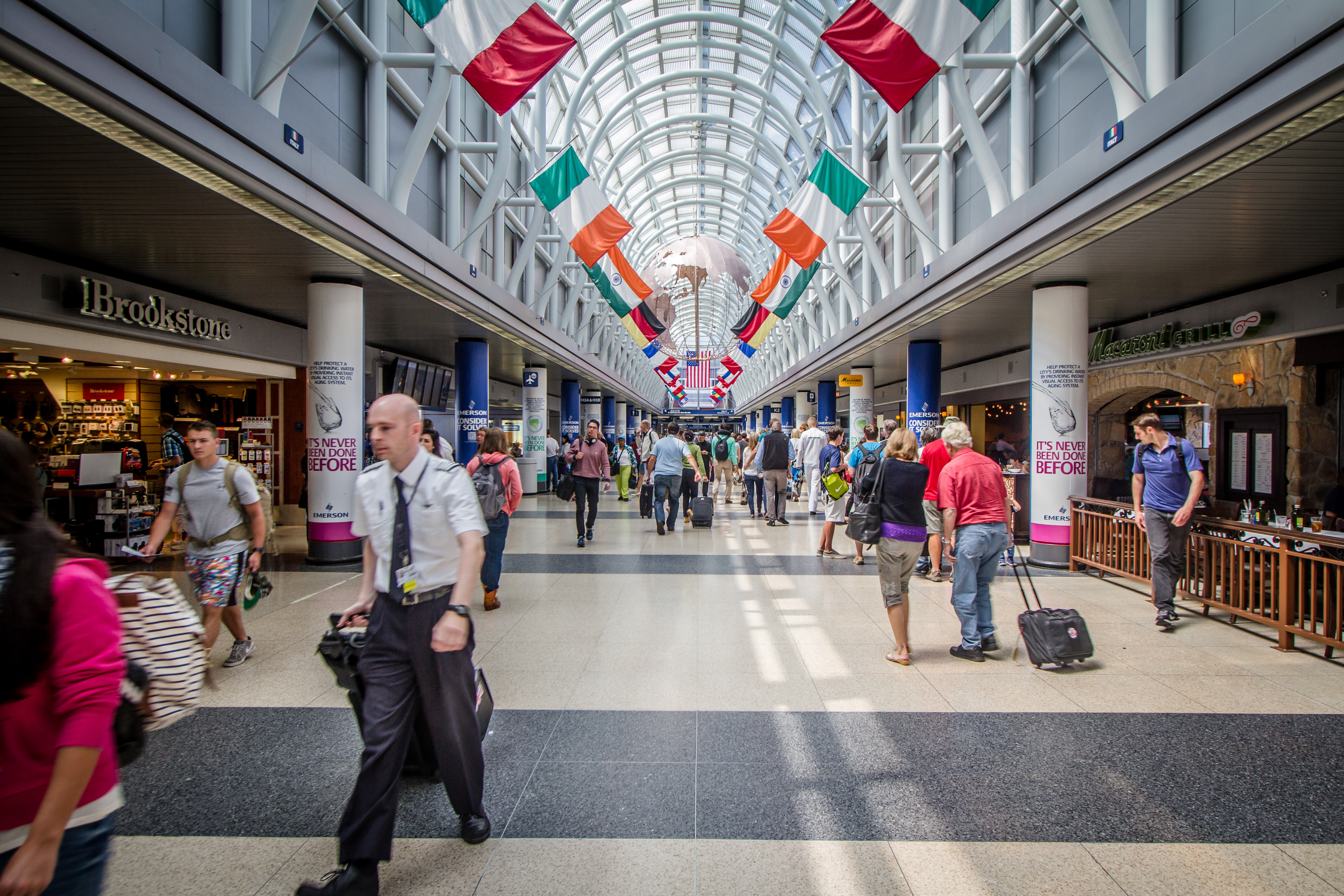
Terminal 5

## Trasporti a terra
I terminal sono fra loro collegati attraverso un sistema monorotaia sospeso che porta anche al parcheggio a lungo termine.
La città si raggiunge facilmente con un treno che parte ogni 10 minuti oppure con bus o taxi.